# 阮福綿宱
阮福綿宱（越南语：／；1830年3月13日—1902年1月13日），越南阮朝明命帝第四十九子，生母宮人胡氏彩。
明命十一年二月十九日（1830年3月13日），阮福綿宱在順化皇城出生。嗣德三年（1850年）正月，受封為靜嘉郡公（越南语：／）。後晉封靜嘉公（越南语：／）。成泰十三年十二月初四日（1902年1月13日），阮福綿宱去世，壽七十二歲，賜諡恭肅。葬於承天府香水縣居正總楊春上社，建祠於香茶縣安寧總金龍社。

## 子女
阮福綿宱有9子7女。後裔按御賜广字部起名。
- 子阮福洪庶，襲封靜嘉縣公。
- 某子
  - 孫阮福膺序
    - 曾孫阮福寶庭，作家，保大初年因反對君主制度被捕入獄。